# Ponad śnieg
Ponad śnieg – polski film niemy z 1929 roku, będący ekranizacją dramatu Ponad śnieg bielszym się stanę Stefana Żeromskiego. 
Film kręcony w Poznaniu (Park Sołacki, hale wystawowe Powszechnej Wystawy Krajowej) i na poligonie Biedrusko.

## Obsada
- Stanisława Wysocka (Rudomska),
- Stefan Jaracz (Joachim),
- Mieczysław Cybulski (Wiko),
- Zofia Koreywo (Irena),
- Zorika Szymańska (Helena),
- Karol Benda (Światobór; w zachowanym programie filmu podawane jest inne imię aktora: Władysław),
- Irena Gawęcka,
- Marian Czauski,
- Jerzy Kobusz,
- Janusz Dziewoński,
- Marek Ożóg,
- Tadeusz Fijewski.